# 마사인
마사인(馬思人, 1755년 ~ ?)은 조선의 문신이다. 본관은 목천(木川). 초명은 마사인(馬思仁)이다. 아버지는 생원 마지락(馬之洛)이고, 어머니는 전주 이씨(全州李氏)로 생원 이호겸(李好謙)의 딸이다. 개성(開城) 출신.

## 생애
1780년(정조 4년) 식년 문과(文科)에 병과(丙科)로 급제하였다.
1781년 성균관 학유(成均館學諭), 1782년 성균관 학록(學錄)을 지내고, 사변가주서(事變假注書)로 임명되었다.
1784년 창락찰방(昌樂察訪), 1786년 성균관 전적(典籍), 1787년 함경도사(咸鏡都事)를 역임하였다.
1790년 동지중추부사(同知中樞府事)에 올랐다. 1795년 예조좌랑(禮曹佐郞)을 역임하고, 1797년(정조 21년) 황해도사(黃海都事)가 되었다.